# Jules Supervielle
Jules Supervielle (16. ledna 1884 Montevideo – 17. května 1960 Paříž) byl francouzsko-uruguayský básník a spisovatel.

## Život
Narodil se v Uruguayi francouzskému otci a baskické matce. Oba rodiče zemřeli, když mu ještě nebyl ani rok, a to během rodinné návštěvy ve Francii. Byl pak vychováván nejprve babičkou a později, po návratu do Uruguaye, tetou a strýcem. Již v devíti letech začal psát. V roce 1894 se přestěhoval do Paříže se svou tetou a strýcem a v roce 1901 vydal sbírku básní nazvanou Brumes du passé. Zúčastnil se bojů první světové války a sloužil až do roku 1917. Vydání jeho básní v roce 1919 přitáhlo pozornost André Gida a Paula Valéryho a přineslo mu kontakt s Nouvelle Revue Française. Svou první významnou sbírku Débarcadères vydal v roce 1922 a svůj první román L'Homme de la pampa v roce 1923. Roku 1925 vydal svou nejoceňovanější sbírku Gravitace. Byl tehdy znám svým odmítnutím surrealismu, který francouzské poezii začal dominovat. Během druhé světové války měl zdravotní a finanční potíže a dočasně se přestěhoval do Uruguaye. Po skončení války se vrátil do Francie jako kulturní referent uruguayského vyslanectví v Paříži. V roce 1946 vydal své první mytologické příběhy pod názvem Orfeus. V roce 1947 byla jeho Šehérazada jednou ze tří her, které režíroval Jean Vilar na prvním festivalu v Avignonu. V roce 1960 byl francouzskými kritiky vyhlášen Knížetem básníků.